# Meadow Lake (California)
Meadow Lake è un lago e una località del Comune di Truckee, dal quale dista circa 35 miglia, Contea di Nevada (California). 

## Storia
Oggi Meadow Lake è un paese fantasma senza popolazione ma, nel 1863, quando Henry Hartley vi scoprì l'oro in poco tempo diventò una cittadina di 5.000 abitanti. Tra il 1865 e il 1868 passò da 4.000 a 5.000 residenti con 500 case, ma il filone d'oro scoperto si rivelò di poca consistenza, esaurendosi in poco tempo. Il villaggio così come era nato improvvisamente altrettanto si spopolò e dopo il 1869 vi rimasero solamente 100 persone dedite alla selvicoltura e al turismo. Attualmente di questo sito rimangono i ruderi delle miniere d'oro e del cimitero. Verso la fine dell'Ottocento fu meta anche dell'emigrazione italiana, in special modo quella proveniente dalla provincia di Brescia (Magasa e Tremosine).